# Tatjana Sais
Tatjana Sais (28 de enero de 1910 – 26 de febrero de 1981) fue una actriz y artista de cabaret alemana.

## Biografía
Su verdadero nombre era Tatjana Hofler, y nació en Fráncfort del Meno, Alemania. Siendo niña formó parte del ballet de la Ópera de Fráncfort. Tras su graduación escolar, entre 1928 y 1930 tomó lecciones de canto e interpretación, obteniendo su primer papel en 1930 en el Neues Theater de su ciudad natal. Mudada a Berlín, a partir de 1931 actuó en varios teatros de la ciudad, entre ellos el Teatro Hebbel y el Teatro Schiller, así como en locales de cabaret.

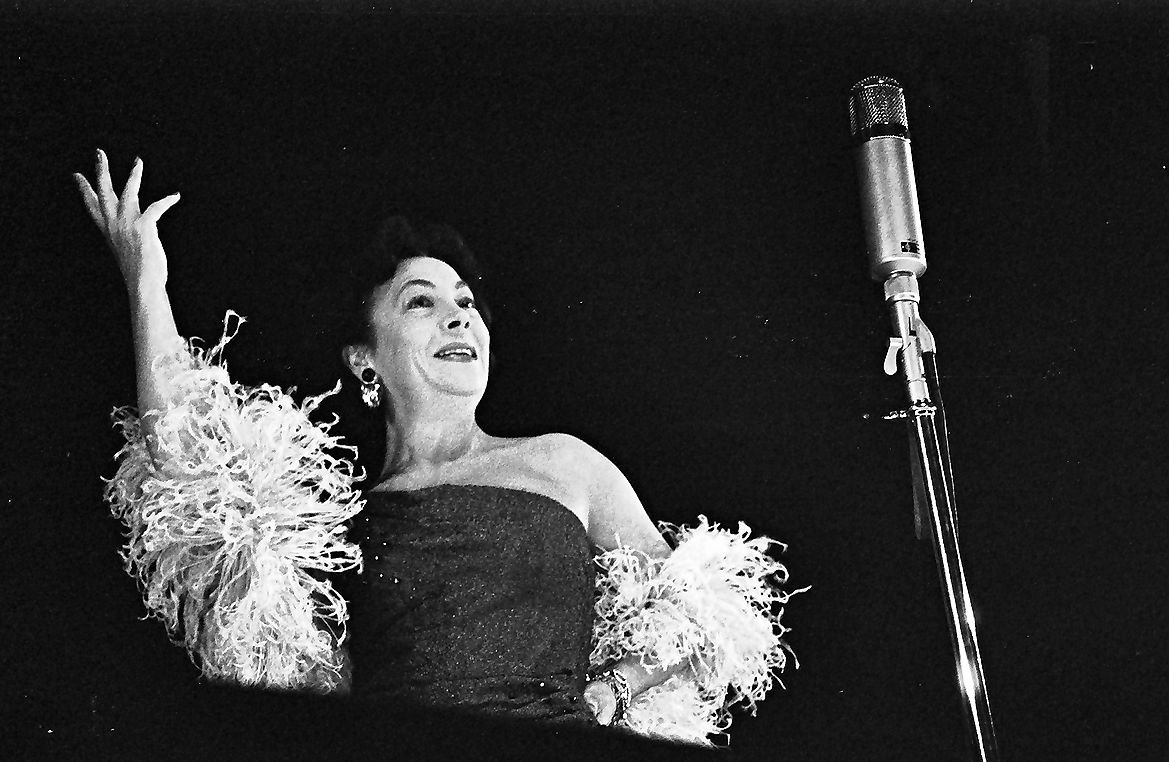
Tatjana Sais actuando en Friburgo de Brisgovia en 1959

En 1932 actuó junto a Werner Finck en el cabaret Die Katakombe. Allí conoció a Günter Neumann, con quien se casó en 1938. Junto a Neumann y Bruno Fritz fundó el cabaret Tatzelwurm tras prohibirse los espectáculos del Katakombe. Pero también representó otros shows de cabaret en teatros como el Kabarett der Komiker.
En 1948 trabajó con su marido en una emisión de la RIAS, el programa de cabaret Die Insulaner, un texto relacionado con la situación de bloqueo por parte de la Unión Soviética sufrida por Berlín Oeste. Hans Rosenthal produjo un programa de Die Insulaner para la televisión Norddeutscher Rundfunk, y Tatjana Sais colaboró con el espectáculo hasta su suspensión en 1964.
A partir de 1936 Tatjana Sais actuó regularmente para el cine y la televisión. Entre otros títulos, actuó en la cinta de Willi Forst Bel Ami (1939), en Berliner Ballade (1948, de Robert A. Stemmle con guion de Günter Neumann), en Wir Wunderkinder (1958, sobre un texto de Hugo Hartung), en Der Engel, der seine Harfe versetzte (1959, de Kurt Hoffmann), en Dr. med. Hiob Prätorius (1965, con Heinz Rühmann), en Hokuspokus oder: Wie lasse ich meinen Mann verschwinden…? (1966, sobre un texto de Curt Goetz), y en Herrliche Zeiten im Spessart (1967, con Liselotte Pulver).
Entre sus películas figura también la única comedia de carácter antisemítico, Robert und Bertram (1939), en la cual encarnaba a la hija del banquero judío Ipplmeyer.

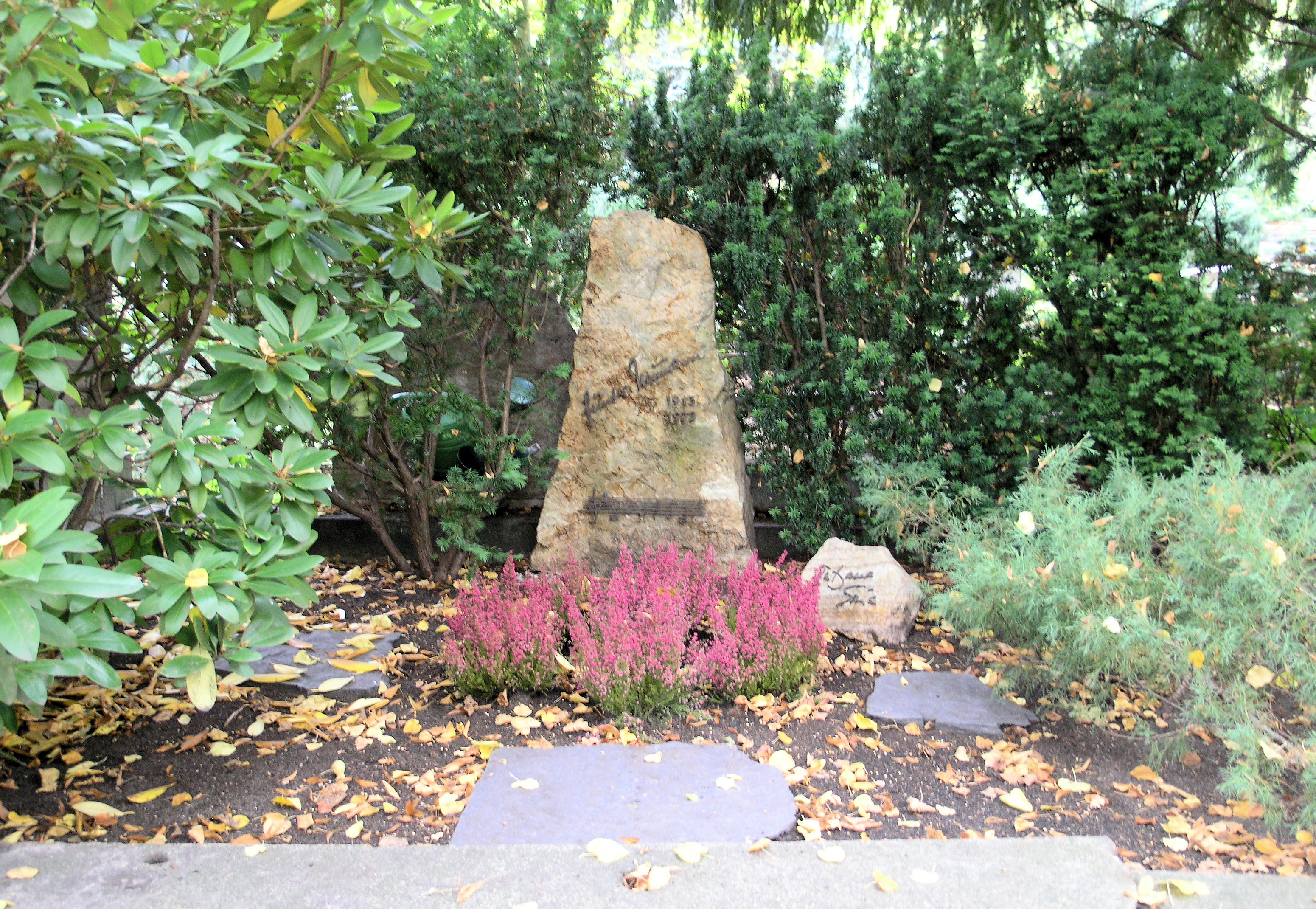
Tumba de Sais en Berlín Westend

Tatjana Sais también actuó en la emisión radiofónica de varias obras teatrales en la década de 1940 para Nordwestdeutscher Rundfunk (entre ellas la de William Shakespeare Antonio y Cleopatra) y para RIAS (Fräulein Caroline, de Heinz Coubier). Además, fue actriz de voz, doblando a actrices como Miriam Hopkins, Elsa Lanchester y Maureen O’Sullivan, entre otras.
Aparte de su trabajo como actriz, y dentro de la actividad cinematográfica, Sais fue miembro del jurado en el Festival Internacional de Cine de Berlín 1951.
Sais grabó algunos discos del género chanson, entre ellos el compuesto por Günter Neumann „Die Dame von heute“.
Tras divorciarse de Günter Neumann, Tatjana Sais se casó con el periodista británico Hugh Greene, director general de la BBC y cofundador de la NWDR, con el que vivió en Londres. Tatjana Sais falleció en 1981 en Berlín, a los 71 años de edad. Fue enterrada junto a su primer marido en Berlín-Westend, en el Cementerio Evangelischer Luisenfriedhof III.

## Filmografía (selección)
- 1937: Weiße Sklaven
- 1937: Gabriele eins, zwei, drei
- 1938: Mit versiegelter Order
- 1939: Bel Ami
- 1939: Robert und Bertram
- 1939: Salonwagen E 417
- 1945: Meine Herren Söhne
- 1948: Berliner Ballade
- 1954: Feuerwerk
- 1955: Ich war ein häßliches Mädchen
- 1958: Wir Wunderkinder
- 1959: Der Engel, der seine Harfe versetzte
- 1965: Dr. med. Hiob Prätorius
- 1966: Hokuspokus oder: Wie lasse ich meinen Mann verschwinden…?
- 1967: Herrliche Zeiten im Spessart

## Radio (selección)
- 1948 : William Shakespeare: Antonio y Cleopatra, dirección de Fritz Wendhausen (Norddeutscher Rundfunk)
- 1951 : Günter Neumann: Salto mortale. Ein Problemstück mit Gesang und Tanz, dirección de Ernst Schröder y Hans Rosenthal (Rundfunk im amerikanischen Sektor)